# Hoava
Le hoava est une langue océanienne parlée dans les Salomon. Ses locuteurs, qui étaient 460 en 1999, habitent la Province Occidentale, dans l’île de Nouvelle-Géorgie.